# Корглікон

Конваллятоксин — одна з основних складових частин корглікону

Корглікон — природний лікарський засіб, який отримують із листя конвалії звичайної (лат. Convallaria majalis L.) та її різновидів, діючими речовинами якого є низка серцевих глікозидів, основними серед яких є конваллятоксин і конваллязид. Корглікон застосовується виключно внутрішньовенно. Корглікон застосовується лише у державах колишнього Радянського Союзу — Україні, Росії, Білорусі, Казахстані, Узбекистані, Вірменії та Грузії.

## Фармакологічні властивості
Корглікон — природний препарат, що по хімічному складу є сумішшю серцевих глікозидів, похідних циклопентанпергідрофенантрену, підгрупи карденолідів. Основними складовими частинами корглікону є конваллязид і конваллятоксин. Механізм дії препарату, як і інших серцевих глікозидів, полягає у блокаді ферменту Na±К±АТФ-ази кардіоміоцитів, що призводить до збільшення концентрації натрію в клітинах міокарду та, внаслідок цього, відкриття кальцієвих каналів та збільшення надходження кальцію до кардіоміоцитів. Збільшення концентрації кальцію призводить до інгібування тропонінового комплексу, який у свою чергу пригнічує взаємодію актину та міозину, та внаслідок цього — до збільшення сили скорочення міокарду. Корглікон збільшує як силу, так і швидкість скорочення міокарду (позитивний інотропний ефект), призводить до збільшення ударного та хвилинного об'єму крові, зниження кінцевого систолічного та діастолічного об'єму серця і, внаслідок цього — до зниження потреби міокарду в кисні; підвищує рефрактерність AV-вузла, що призводить до сповільнення провідності міокарду (негативний дромотропний ефект); зменшує частоту скорочень серця (негативний хронотропний ефект); у хворих із серцевою недостатністю знижує венозний тиск, збільшує виділення сечі, сприяє зменшенню периферичних набряків та задишки. У зв'язку із прямим впливом на блукаючий нерв має антиаритмічну дію, пов'язану зі сповільненням провідності через атріовентрикулярний вузол та подовженням ефективного рефрактерного періоду. При миготливій аритмії корглікон сприяє зменшенню частоти серцевих скорочень, подовженню діастоли та покращенню внутрішньосерцевої та системної гемодинаміки. Окрім цього, корглікон чинить заспокійливу дію на центральну нервову систему. Корглікон, на відміну від інших серцевих глікозидів (строфантину, дигоксину), практично не кумулюється в організмі, та має триваліший період дії. Корглікон швидко метаболізується при пероральному застосуванні, тому застосовується виключно внутрішньовенно.
При внутрішньовенному введенні корглікон швидко всмоктується, початок дії препарату розпочинається протягом 3—5 хвилин після ін'єкції, максимум дії спостерігається протягом 30 хвилин після ін'єкції. Період напіввиведення корглікону, складає 28 годин, препарат не метаболізується і виводиться з організму переважно із сечею.

## Застосування
Корглікон застосовується при гострій та хронічній серцевій недостатності, миготливій аритмії, фібриляції передсердь, пароксизмальній тахікардії, кардіоневрозі, а також хронічному легеневому серці.

## Побічна дія
При застосуванні корглікону побічні ефекти спостерігатися частіше при його передозуванні або при підвищеній чутливості до серцевих глікозидів. Серед побічних ефектів найчастішими є:
- Алергічні реакції та з боку шкірних покривів — висипання на шкірі, кропив'янка, анафілактичний шок.
- З боку травної системи — нудота, блювання, діарея, біль у животі, сухість у роті, анорексія.
- З боку нервової системи — загальна слабкість, запаморочення, головний біль, зниження гостроти зору, біль та парестезії у кінцівках.
- З боку серцево-судинної системи — екстрасистолія, шлуночкові аритмії, атріовентрикулярна блокада, брадиаритмія, фібриляція шлуночків.
- Інші побічні ефекти — гіпокаліємія, гінекомастія, тромбоцитопенія, тромбоцитопенічна пурпура, носова кровотеча.

## Протипокази
Корглікон протипоказаний при інтоксикації серцевими глікозидами, підвищеній чутливості до препарату, синдромі WPW, гострому інфаркті міокарду, атріовентрикулярній блокаді, брадикардії, екстрасистолії, синдромі слабкості синусового вузла без імплантованого водія ритму, нестабільна стенокардії, гострому міокардиті, ендокардиті, гіпертрофічній обструктивній кардіоміопатії, констриктивному перикардиті, аневризмі грудного відділу аорти, вагітності та годуванні грудьми.

## Форми випуску
Корглікон випускається у вигляді 0,06 % розчину для ін'єкцій у ампулах по 1 мл.